# Gintautas Kindurys
Gintautas Kindurys (ur. 22 maja 1971 w Ignalinie)) – litewski inżynier i polityk. Poseł na Sejm Republiki Litewskiej.

## Życiorys
W 1994 uzyskał Dyplom Leśnictwa na Wydziale Leśnym w Litewskiej Akademii Rolniczej (ob. Uniwersytet Aleksandrasa Stulginskisa). W latach 1994−1995 pracował jako zastępca leśniczego w Nadleśnictwie Dūkštas. Od 1999 zawodowo związany z Przedsiębiorstwem Państwowym Las Ignalina. Pracował tam jako inżynier ds. ponownego zalesiania i ochrony przeciwpożarowej. W 2001 objął stanowisko kierownika obsługi lasów prywatnych w Auksztockim Parku Narodowym, a w 2008 został Sekretarzem Rady Miejskiej Okręgu Ignalina. Do 2016 roku pełnił funkcję zastępcy burmistrza tego miasta.
W 2016 przyjął propozycję kandydowania do Sejmu z ramienia Litewskiego Związku Rolników i Zielonych. W wyborach w 2016 uzyskał mandat posła na Sejm Republiki Litewskiej.